# Yauyupe
Yauyupe är en kommun i Honduras.   Den ligger i departementet El Paraíso, i den södra delen av landet, 40 km söder om huvudstaden Tegucigalpa. Antalet invånare är 1 339.